# Atletica leggera ai Giochi della XXVI Olimpiade - Staffetta 4×100 metri maschile

Video della Finale

La staffetta 4×100 metri ha fatto parte del programma di atletica leggera maschile ai Giochi della XXVI Olimpiade. La competizione si è svolta nei giorni 2-3 agosto 1996 allo Stadio Olimpico del Centenario di Atlanta.

## Presenze ed assenze dei campioni in carica
| Competizione         | Atleta        | Prestazione | Atlanta 1996 |
| -------------------- | ------------- | ----------- | ------------ |
| Olimpiadi 1992       | Stati Uniti   | 37”40       | Presenti     |
| Commonwealth 1994    | Canada        | 38”39       | Presente     |
| Goodwill Games 1994  | Stati Uniti   | 38”30       | Presenti     |
| Europei 1994         | Francia       | 38”57       | Presente     |
| Coppa del mondo 1994 | Gran Bretagna | 38”46       | Presente     |
| Asiatici 1994        | Giappone      | 39”37       | Presente     |
| Panamericani 1995    | Cuba          | 38”67       | Presente     |
| Africani 1995        | Ghana         | 39”12       | Presente     |
| Mondiali 1995        | Canada        | 38”31       | Presente     |

## Finale
Prima ancora della partenza un giudice ha notato che uno dei quattro concorrenti del Ghana non aveva gareggiato in semifinale. In effetti Christian Nsiah aveva preso parte al primo turno ma non alle semifinali. Gli atleti del Ghana si erano già riscaldati e avevano preso posizione, sia alla partenza che ai cambi, quando l'arbitro ha mostrato loro il cartellino rosso. Hanno dovuto lasciare i loro posti e non sono stati autorizzati prendere parte alla finale. Tale regola è stata abrogata nel 2007.
| Pos | Paese       | Squadra                                                               | Tempo        |
| --- | ----------- | --------------------------------------------------------------------- | ------------ |
|     | Canada      | Robert Esmie Glenroy Gilbert Bruny Surin Donovan Bailey               | 37"69        |
|     | Stati Uniti | Jon Drummond Tim Harden Michael Marsh Dennis Mitchell                 | 38"05        |
|     | Brasile     | Arnaldo da Silva Robson Caetano da Silva Édson Ribeiro André da Silva | 38"41        |
| 4   | Ucraina     | Kostya Rurak Sergiy Osovych Oleg Kramarenko Slava Dologodin           | 38"55        |
| 5   | Svezia      | Peter Karlsson Torbjörn Martensson Lars Hedner Patrik Strenius        | 38"67        |
| 6   | Cuba        | Andrés Simón Joel Lamela Joel Isasi Luis Alberto Pérez                | 39"39        |
| 7   | Francia     | Hermann Lomba Regis Groisard Pascal Theophile Needy Guims             | Ritirata     |
| 8   | Ghana       | Aziz Zakari Christian Nsiah Albert Agyeman Emmanuel Tuffour           | Squalificato |